# Brian Kennedy (Sänger)

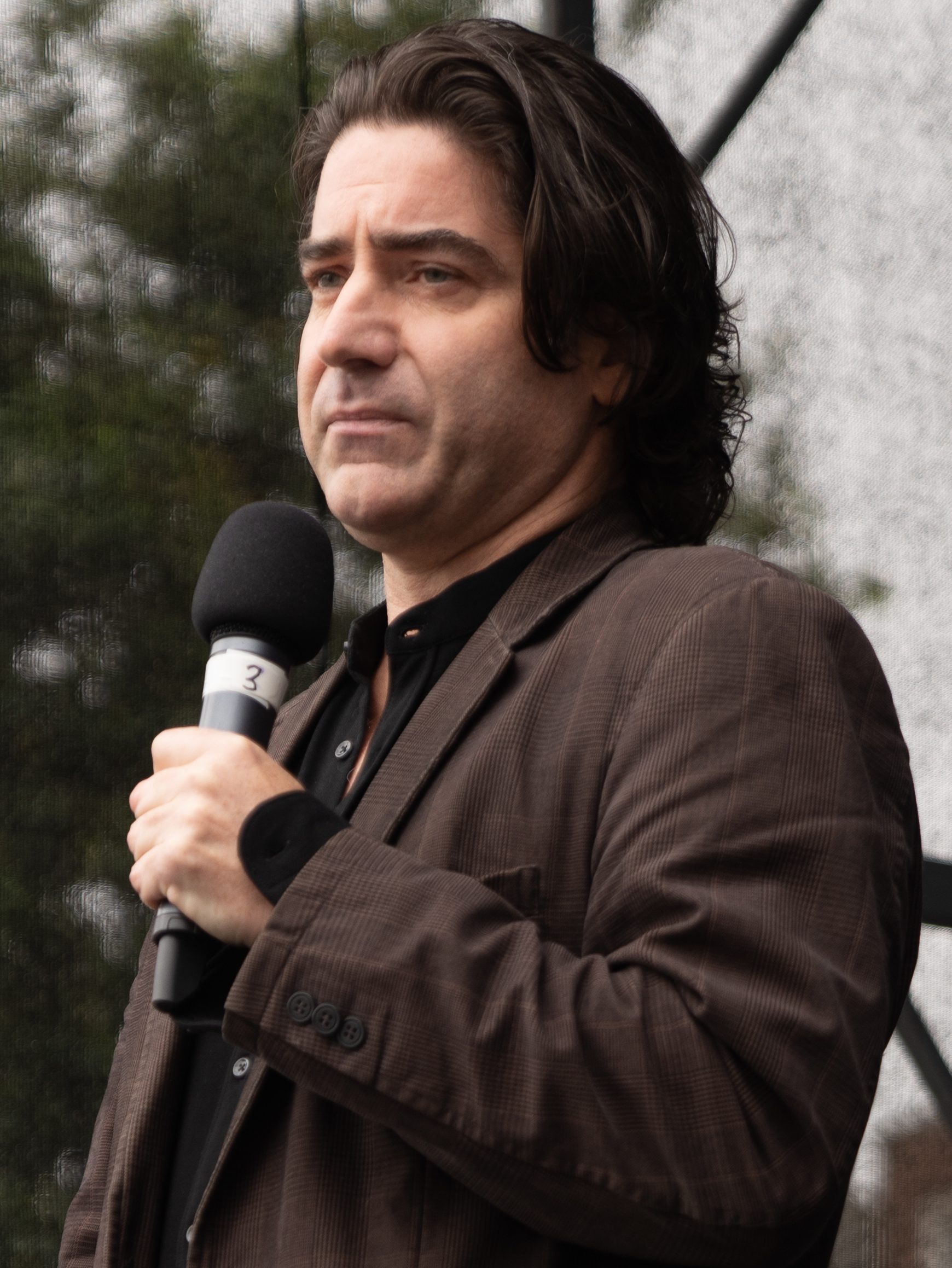
Brian Kennedy, 2018

Brian Edward Patrick Kennedy (* 12. Oktober 1966 in Belfast, Nordirland) ist ein nordirischer Sänger.

## Leben
Seinen ersten Erfolg hatte er 1990 mit seinem Debütalbum The Great War of Words und der Single Captured. Mitte der 90er folgten dann Hits wie A Better Man, Put the Message in the Box und Life, Love and Happiness, die sich sowohl in den britischen wie in den irischen Charts behaupten konnten. Das zugehörige Album A Better Man war in Irland sogar Album des Jahres und erreichte Vierfach-Platin.
In den 1990er Jahren wurde Kennedy auch regelmäßig von Van Morrison engagiert und war als Background-Sänger in der Folge nicht nur auf einigen Studio-Alben dabei, sondern unterstützte Van Morrison auch bei zahlreichen Live-Gigs. Auf dessen 1994 erschienenen Album "Live at San Francisco" lässt ihn der irische Großmeister sowohl „Have I Told You Lately That I Love You“ als auch "Tupelo Honey" interpretieren.
Zur Jahrtausendwende machte Brian Kennedy einen Ausflug als Musicaldarsteller an den Broadway, wo er in der irischen Riverdance-Show mitwirkte.
2005 sang er auf der Beerdigung des ebenfalls aus Belfast stammenden nordirischen Fußballidols George Best. Die daraufhin veröffentlichte Gedenksingle George Best – A Tribute wurde zu seinem bis dato größten Erfolg.
Fast zur gleichen Zeit war er auch schon zum Vertreter Irlands beim Eurovision Song Contest 2006 auserkoren worden. Bei der Entscheidung im Mai 2006 landete er mit dem selbstgeschriebenen Every Song Is a Cry for Love auf dem 10. Platz. Zufällig ergab es sich, dass dieses Lied der 1000. Beitrag in der Geschichte des Eurovision Song Contest war.
Seit 2004 betätigt sich Kennedy auch als Autor und es sind bislang zwei Romane von ihm auf dem englischsprachigen Markt erschienen. 2009 outete sich Kennedy als homosexuell.

## Diskografie

### Alben
| Jahr | Titel                               | Höchstplatzierung, Gesamtwochen, AuszeichnungChartplatzierungen (Jahr, Titel, Platzierungen, Wochen, Auszeichnungen, Anmerkungen) | Höchstplatzierung, Gesamtwochen, AuszeichnungChartplatzierungen (Jahr, Titel, Platzierungen, Wochen, Auszeichnungen, Anmerkungen) | Anmerkungen                                                                                         |
| Jahr | Titel                               | UK | IE | Anmerkungen                                                                                         |
| ---- | ----------------------------------- | --- | --- | --------------------------------------------------------------------------------------------------- |
| 1990 | The Great War of Words              | UK64 (1 Wo.)UK | IE?IE | Erstveröffentlichung: 1990 Chartdaten in IE vor 2000 nicht vollständig verfügbar                    |
| 1991 | Goodbye to Songtown                 | — | IE?IE | mit Mark E. Nevin; Erstveröffentlichung: 1991 Chartdaten in IE vor 2000 nicht vollständig verfügbar |
| 1996 | A Better Man                        | UK19 Silber · (4 Wo.)UK | IE1IE | Erstveröffentlichung: 1996 Chartdaten in IE vor 2000 nicht vollständig verfügbar                    |
| 1999 | Now That I Know What I Want         | — | IE1IE | Erstveröffentlichung: 1999 Chartdaten in IE vor 2000 nicht vollständig verfügbar                    |
| 2000 | Won’t You Take Me Home              | — | IE36 (8 Wo.)IE | Erstveröffentlichung: 2000                                                                          |
| 2001 | Get On with Your Short Life         | — | IE6 (9 Wo.)IE | Erstveröffentlichung: 2000                                                                          |
| 2003 | On Song                             | — | IE5 (10 Wo.)IE | Erstveröffentlichung: 2003                                                                          |
| 2004 | Live in Belfast                     | — | IE19 (3 Wo.)IE | Erstveröffentlichung: 2004                                                                          |
| 2005 | On Song 2 – Red Sails in the Sunset | — | IE16 (4 Wo.)IE | Erstveröffentlichung: 2005                                                                          |
| 2006 | Homebird                            | — | IE9 (9 Wo.)IE | Erstveröffentlichung: 2006                                                                          |
| 2008 | Interpretations                     | — | IE15 (7 Wo.)IE | Erstveröffentlichung: 2008                                                                          |
| 2010 | The Very Best Of                    | — | IE40 (3 Wo.)IE | Erstveröffentlichung: 2010                                                                          |
| 2012 | Voice                               | — | IE3 (1 Wo.)IE | Erstveröffentlichung: 2012                                                                          |
| 2016 | The Essential Collection            | — | IE24 (1 Wo.)IE | Erstveröffentlichung: 2016                                                                          |

grau schraffiert: keine Chartdaten aus diesem Jahr verfügbar

### Singles
| Jahr | Titel Album                             | Höchstplatzierung, Gesamtwochen, AuszeichnungChartplatzierungen (Jahr, Titel, Album, Platzierungen, Wochen, Auszeichnungen, Anmerkungen) | Höchstplatzierung, Gesamtwochen, AuszeichnungChartplatzierungen (Jahr, Titel, Album, Platzierungen, Wochen, Auszeichnungen, Anmerkungen) | Anmerkungen                                  |
| Jahr | Titel Album                             | UK | IE | Anmerkungen                                  |
| ---- | --------------------------------------- | --- | --- | -------------------------------------------- |
| 1990 | Captured The Great War Of Words         | UK77 (4 Wo.)UK | IE26 (2 Wo.)IE | Erstveröffentlichung: 1990                   |
| 1995 | Intuition (Re 1) –                      | — | IE16 (3 Wo.)IE | Erstveröffentlichung: 1995                   |
| 1996 | A Better Man                            | UK28 (3 Wo.)UK | IE6 (9 Wo.)IE | Erstveröffentlichung: 1996                   |
| 1996 | Life, Love & Happiness A Better Man     | UK27 (3 Wo.)UK | IE16 (4 Wo.)IE | Erstveröffentlichung: 1996                   |
| 1997 | Put The Message In The Box A Better Man | UK37 (2 Wo.)UK | IE18 (3 Wo.)IE | Erstveröffentlichung: 1997                   |
| 1999 | These Days Now That I Know What I Want  | — | IE4 (9 Wo.)IE | Erstveröffentlichung: 1999 mit Ronan Keating |
| 2002 | Get On With Your Short Life             | UK81 (2 Wo.)UK | IE50 (2 Wo.)IE | Erstveröffentlichung: 2002                   |
| 2003 | You Raise Me Up On Song                 | UK91 (1 Wo.)UK | IE— ×2DoppelplatinIE | Erstveröffentlichung: 2003                   |
| 2005 | George Best – A Tribute –               | UK4 (11 Wo.)UK | IE3 (16 Wo.)IE | Erstveröffentlichung: 2005 mit Peter Corry   |
| 2006 | Every Song Is A Cry For Love Homebird   | — | IE4 (10 Wo.)IE | Erstveröffentlichung: 2006                   |
| 2013 | Try –                                   | — | IE15 (1 Wo.)IE | Erstveröffentlichung: 2013                   |

Weitere Singles
- 1995: Intuition
- 1999: These Days (mit Ronan Keating)